# اندرو مورتا
اندرو مورتا (انگلیسی: Andrew Murtha؛ زادهٔ ۱۹ اکتبر ۱۹۶۵) اسکیت‌باز سرعت اهل استرالیا است.